# 特里·克兰西
特里·克兰西（英語：Terry Clancy，1943年4月2日—），加拿大前男子冰球运动员，场上位置是前锋。他曾代表加拿大参加1964年冬季奥林匹克运动会冰球比赛，获得第4名。